# 타탕카 (프로레슬링 선수)

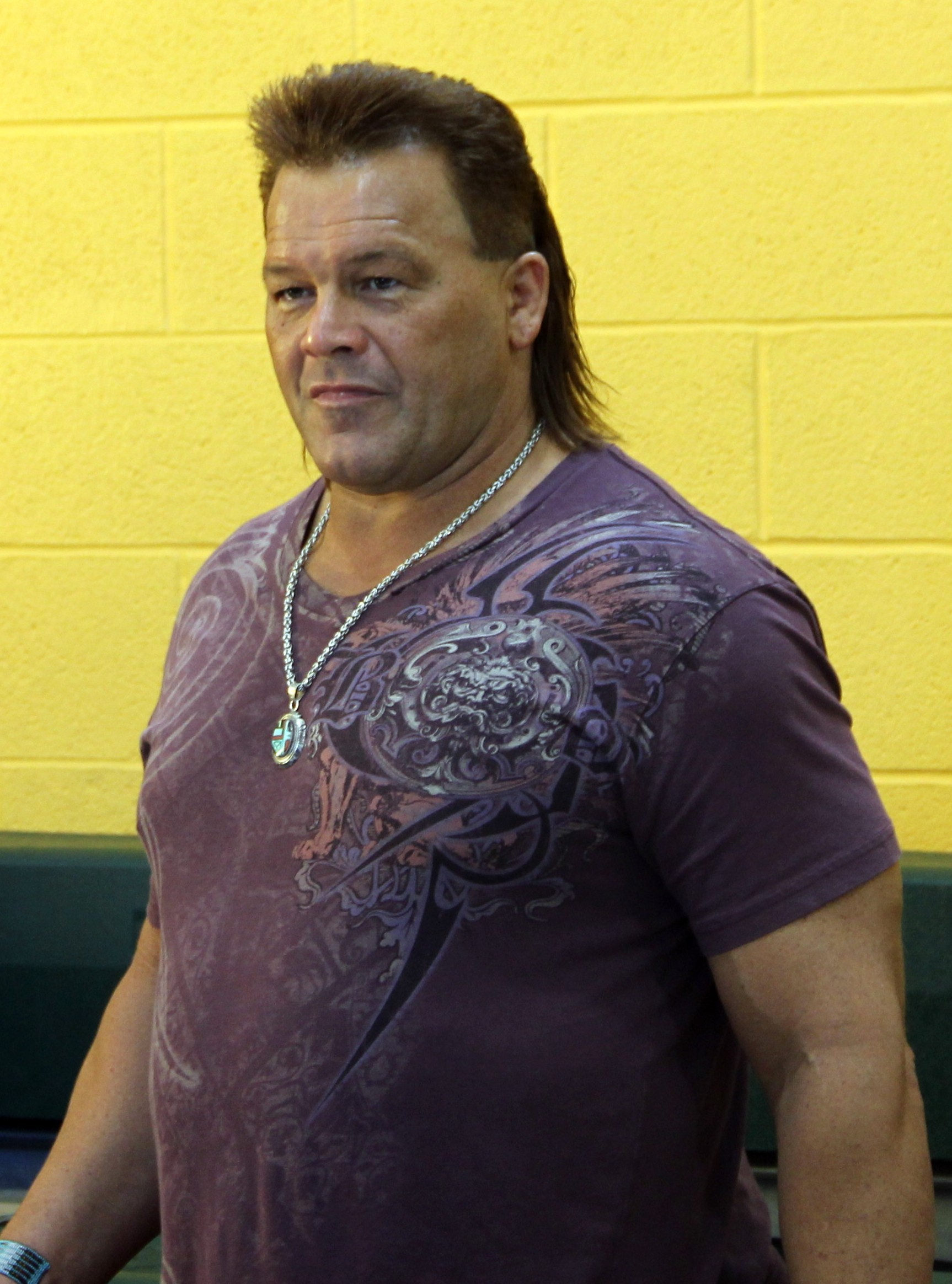
타탕카 2012년

타탕카(Tatanka, 1964년 6월 8일 ~ )는 본명은 크리스 체이비스(Chris Chavis)는 미국의 남자 프로레슬링선수다. 1984년 프로레슬링 입문으로 1991년도에 미국 프로레슬링의 WWF의 등장했다.키는 189cm(6 ft 2 in)에다가 몸무게는 129kg(285 lb)이다. 피니쉬는 백 엘보우 스매쉬, 브레인버스터, 더블 언더훅 매트 슬램, 엔드 오브 더 트레일(사모안 드롭), 파이어맨즈 캐리 슬램, 풀 넬슨 슬램, 미치노쿠 드라이버 투(싯아웃 바디 슬램 파일드라이버), 펌프핸들 슬램, 밀리터리 프레스 슬램, 조브레이커, 점핑 헤드벗 드롭, 런닝 래리어트, 슬리퍼 홀드 슬램, 스윙 스파인버스터, 와키냔(스쿱 사이드 슬램)으로 사용을 한다. 원레 이전에는 WWF/WWE를 활동을 하다가 결국은 아예 WWE를 안나온다. 현재는 불명이다.

## Professional wrestling highlights
- Finishing moves
  - Back elbow smash - 1990-1991
  - Brainbuster - 1991-2006
  - Double underhook mat slam - 1988-1990
  - End Of The Trail (Samoan drop) - 1991-present
  - Fireman's carry slam - 1984-1986
  - Full nelson slam - 1984-1986
  - Michinoku Driver II (Sitout body slam piledriver) - 1984-1986
  - Pumphandle slam - 1988-1990
  - Military press slam - 1986-1988
  - Jawbreaker - 1986-1988
  - Jumping headbutt drop - 1990-1991
  - Running lariat - 1991-present
  - Sleeper hold slam - 1988-1990
  - Swinging spinebuster - 1990-1991
  - Wakinyan (Scoop side slam) - 2006-present
- Signature moves
  - Atomic drop
  - Body slam
  - Diving crossbody
  - Diving moonsault
  - Multiple battering ram variations
    - Diving
    - Jumping
    - Running
    - Spinning

  - Multiple chop variations
    - Backhand
    - Open hand
    - Tomahawk Chop (Diving overheda)

  - Multiple ddt variations
  - Falling
  - Jumping
  - Running
  - Spinning
  - Multiple kick variations
    - Drop
    - Running hook
    - Side
    - Spinning heel

  - Multiple leg drop variations
    - Diving
    - Handspring
    - Jumping
    - Running

  - Running high knee
  - Running jumping elbow drop
  - Scoop powerslam
  - Shoulder block
- Managers
  - Chief Jay Strongbow
  - Sensational Sherri Martel
  - Ted DiBiase
- Entrance themes'
  - "The Power" by Snap! (SAPW/WWF; 1990-1991)
  - "Native Star" by Jim Johnston (WWF; 1991-1994; 2005-2006)
  - "It's All About the Money" by Jimmy Hart & Jerry Maguire (WWF/WWE; 1994-1996; 2005-2006)
  - "Warrior" by Johnston (WWE; 2006-2007)

## 수상
- ACW 월드 저먼웨이트 챔피언 (1회)
- 코비 프로 월드 헤비웨이트 챔피언 (1회)
- DPW 월드 태그팀웨이트 챔피언 (1회) - 릭 도미니크
- DWA 월드 헤비웨이트 챔피언 (1회)
- 아이-제너레이션 오스트랄라시아 월드 헤비웨이트 챔피언 (2회)
- 레슬러 오브 더 이열 (2003)
- IPWA 월드 헤비웨이트 챔피언 (1회)
- PWI 랭크드 힘 # 279 오브 더 500 베스트 싱글즈 레슬링 드링 더 PWI 이열즈 인 2003
- SAPW 월드 헤비웨이트 챔피언 (1회)
- 스탬피드 노스 아메리칸 월드 헤비웨이트 챔피언 (1회)
- TRCW 월드 인터내셔널 헤비웨이트 챔피언 (1회)
- USWA 월드 유니파이드 헤비웨이트 챔피언 (1회)
- 슬리미 어워즈 (1회)
  - 모스트 그리디스트 (1994)
- IWA 월드 헤비웨이트 챔피언 (1회)